# Уктеєвська сільська рада
Укте́євська сільська рада (рос. Уктеевский сельский совет) — муніципальне утворення у складі Іглінського району Башкортостану, Росія. Адміністративний центр — село Мінзітарово.

## Населення
Населення — 1743 особи (2019, 1634 в 2010, 1633 в 2002).

## Склад
До складу поселення входять такі населені пункти:
| Населений пункт          | Населення, осіб (2002) | Населення, осіб (2010) |
| ------------------------ | ---------------------- | ---------------------- |
| Кляшево, село            | 192                    | 168                    |
| Мінзітарово, село        | 511                    | 514                    |
| Сарт-Лобово, село        | 424                    | 423                    |
| Старі Карашиди, присілок | 160                    | 132                    |
| Уктеєво, село            | 346                    | 397                    |